# Cantón de Liernais
El cantón de Liernais era una división administrativa francesa, que estaba situada en el departamento de Côte-d'Or y la región de Borgoña.

## Composición
El cantón estaba formado por catorce comunas:
- Bard-le-Régulier
- Blanot
- Brazey-en-Morvan
- Censerey
- Diancey
- Liernais
- Manlay
- Marcheseuil
- Ménessaire
- Saint-Martin-de-la-Mer
- Savilly
- Sussey
- Vianges
- Villiers-en-Morvan

## Supresión del cantón de Liernais
En aplicación del Decreto n.º 2014-175 de 18 de febrero de 2014, el cantón de Liernais fue suprimido el 22 de marzo de 2015 y sus 14 comunas pasaron a formar parte del nuevo cantón de Arnay-le-Duc.